# Трапезніков Дмитро Вікторович
Дмитро́ Ві́кторович Трапе́зніков (нар. 12 квітня 1981, Краснодар, СРСР) — український колабораціоніст з Росією і російський політик, глава адміністрації міста Еліста (з 2019). Перший «віцепрем'єр» маріонеткової «Донецької народної республіки» (31 серпня 2018 — 7 вересня 2018). Після смерті Захарченка 2018 року тиждень виконував обов'язки ватажка ДНР, після чого був зміщений на користь Пушиліна і втік до Росії.

## Життєпис
1982 року з сім'єю переїхав до Донецька. Вищу освіту отримав у Донецькій державній академії будівництва і архітектури в 2004 році.
2005 року очолив офіційний фан-клуб донецького «Шахтаря», займався координацією роботи клубу з вболівальниками.
31 серпня 2018 року призначений тимчасовим виконувачем обов'язків ватажка (голови) «ДНР» у зв'язку з убивством колишнього ватажка Олександра Захарченка. 7 вересня відсторонений від виконання обов'язків у зв'язку з призначенням на посаду Дениса Пушиліна.
Глава адміністрації міста Еліста, столиці Калмикії, з 26 вересня 2019 року.